# Caroline Charrière
Pour les articles homonymes, voir Charrière.
Caroline Charrière, née le 26 décembre 1960 à Fribourg et morte le  1er octobre 2018 dans la même ville, est une instrumentiste, flûtiste, cheffe d'orchestre et compositrice suisse.

## Biographie
Après avoir suivi un enseignement d'instrumentiste (flûtiste à Lausanne avec Pierre Wavre) puis de cheffe d'orchestre, elle enseigne la flûte traversière au conservatoire de musique de Fribourg et fonde un ensemble vocal féminin, le Chœur de Jade en 1991. Elle suit également des cours de composition avec Jean Balissat et dirige des chœurs. Elle reçoit des commandes de composition à partir de 1993 et décide en 2000 de se consacrer pour l'essentiel à cette activité de compositrice. Sa pièce Le livre de Job reçoit notamment un bon accueil en 2001,,.
La ville de Fribourg lui attribue en mars 2017 la résidence d’artistes de l’Atelier Jean Tinguely de la Cité des Arts à Paris. Sa pièce pour quintette à vent Awakening remporte le deuxième prix d’un concours international de composition.
Tenebrae factae sunt, sa dernière œuvre, est jouée lors du Festival de musiques sacrées à Fribourg en juillet 2018. Elle a à son répertoire plus de 150 œuvres.
Elle décède le 1er octobre 2018 des suites d'une longue maladie. 
Une fondation portant son nom est fondée en juin 2019 au Conservatoire de musique de Fribourg. Ses archives personnelles et musicales sont déposées à la Bibliothèque cantonale et universitaire de Fribourg. 
En novembre 2019, une création posthume est jouée.
Caroline Charrière est la nièce du peintre Gérard Charrière.